# Гауляйтер
Ґауля́йтер також гауляйтер (нім. Gauleiter) — багатозначний термін в українській мові.
- нацистський партійний чиновник, відповідальний за ґау, територіальний округ.
- адміністративний намісник, що очолює населені пункти або регіони, окуповані Росією під час російсько-української війни.[3][4][5]

## Нацистська Німеччина

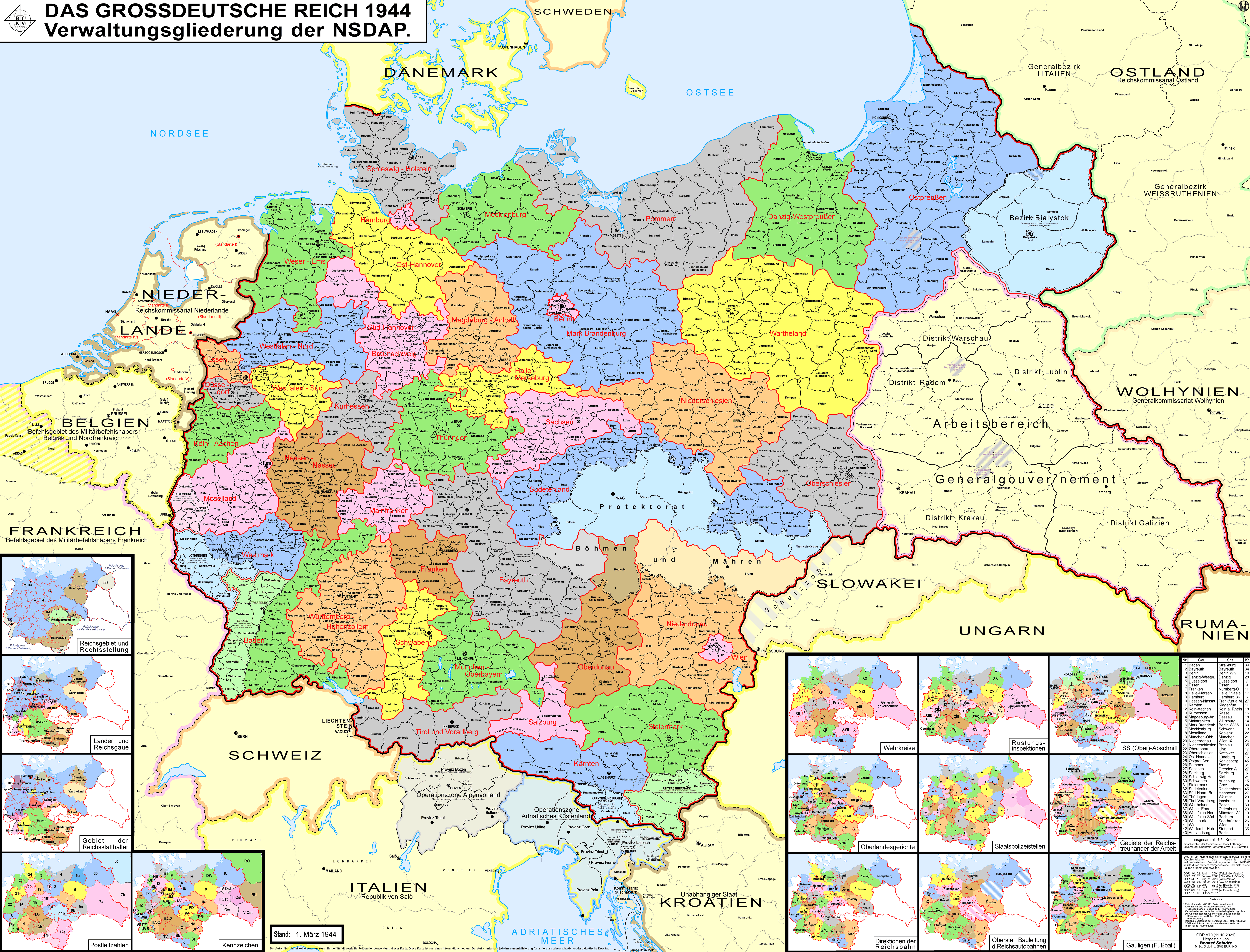
Адміністративні організації НСДАП у 1944

Посада була створена у 1925 році Грегором Штрассером під час реорганізації НСДАП після провалу Пивного путчу і проіснувала до падіння Третього Райху. Набрані з-поміж давніх членів НСДАП, наближених до Адольфа Гітлера, з яким вони були знайомі протягом тривалого часу, ці партійні чиновники підпорядковувалися безпосередньо йому та нацистській партійній канцелярії. 
Починаючи з 1933 року, ґауляйтери успадкували від центрального уряду певні повноваження у своїх округах, ґауляйтерів, як рейхсшталтерів, у своїх округах. Масштаби їхнього втручання з роками зростали, аж поки в останній рік конфлікту вони не отримали значні військові та судові повноваження. Ці регіональні лідери, підтримавши тотальну боротьбу проти союзників, зникли в хаосі останніх тижнів Третього Рейху: одні просто втекли, інші загинули, намагаючись протистояти просуванню союзних армій, треті наклали на себе руки. Тих, хто вижив, судили під час денацифікаційних процесів: одних стратили, інших засудили до тюремного ув'язнення.
Дехто з партійних функціонерів був ґауляйтером з перших років заснування посади, та перебував на неї до кінця існування Третього Райху. Йозеф Геббельс був ґауляйтером Берліна та Бранденбурга з 1926 по 1929, а з 1929 по 1945, після поділу — безпосередньо Берліна. Еріх Кох, перебуваючи на посаді ґауляйтера Східної Пруссії з 1928 по 1945, водночас (1942—1944) був райхскомісаром України.

## Інші партійні звання НСДАП

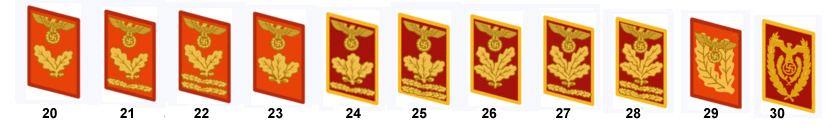
20.Берайхсляйтер, 21.Оберберайхсляйтер, 22.Гауптберайхсляйтер, 23.Дінстляйтер, 24.Обердінстляйтер, 25.Гауптдінстляйтер, 26.Бефельсляйтер, 27.Обербефельсляйтер, 28.Гауптбефельсляйтер, 29.Гауляйтер, 30.Райхсляйтер.